# Црвица (Сребреница)
Црвица је насељено мјесто у општини Сребреница, Република Српска, БиХ. Према прелиминарним подацима пописа становништва 2013. године, у насељу је живјело 494 становника.

## Географија
Црвица је највеће насеље у средњоподрињској области Осат, и налази се у његовом средишту. Лоцирана је поред Бајине Баште и Скелана на ријеци Дрини. На другој обали Дрине се налази истоимено насеље Црвица, са којим је кроз историју чинило цјелину. Налази се на обронцима планине Јавор.
Обухвата површину од 1.105 хектара, односно 11 km², и чини је 13 засеока: Гручићи, Рајетковићи, Лаћићи, Брђани, Враца, Калиманићи, Гравик, Поточари, Битовићи, Баташићи, Рађићи, Стевановићи и Петрича. Уједно је и сједиште истоимене мјесне заједнице.

## Историја
На подручју Црвице се налазе три античка налазишта: локалитет Рашће у центру Црвице и локалитети Радловац и Бијели камен.
Аустријска војска у којој је био велики број српских добровољаца је у јесен 1688. године извршила поход на ово подручје, које је тада било под контролом Османског цартва. Османлије су након напада извршиле контранапад и том приликом опустошиле села поред Дрине, а у Црвици је спаљена црква на Отавама. Након аустријско-турских ратова је наступило тридесетогодишње примирје када Црвичани подижу нову цркву на 50 метара даље од порушеног старог храма.
Године 1736. долази до нових аустријско-турских ратова на подручју Осата, а српски добровољци у редовима аустријске војске које су предводили Јован Ђуришић и Станиша Млатишума, ослобађају 1738. читаво подручје средњег Подриња, укључујући и Осат. Годину дана касније Аустрија закњучује мир са Османским царством 1739. године у Београду.
Када је Аустрија поново ушла у рат са Османлијама 1788, српски добровољци које је предводио Михаило Михаљевић поново ослобађају читаво подручје средњег Подриња. Недуго затим, Аустријско царство поново склапа мир са Османским царством 1791, и повлачи се из Београда. Након овога долази до масовног исељавања Срба преко Саве у Аустрију.

### Први српски устанак
Пред Први српски устанак на подручју Осата су јањичари вршили терор, тако да се српско становништво организовало у одбрани од јањичарских упада у ову област. Србе је у то вријеме предводио Марко Васић, ковач из засеока Гручићи у Црвици. Када је избио Први српски устанак, Хаџи Мелентије Стевановић из Осата је позвао Марка Васића да се придружи устаницима. Марко Васић је заједно са Протом Матејом Ненадовићем, Јаковом Ненадовићем и Хаџи Мелентијем Стевановићем учествовао у првим устаничким борбама на Дрини 1804. Пошто се истакао у борбама, позван је код Карађорђа који му је рекао: „Ја сам Карађорђе, а ти си од данас Карамарко“. Карамарко Васић (од тада), је од Карађорђа тражио војску да ослободи Осат. Дата му је војска и војвода Лазар Мутап након чега су 1804. ослободили већи дио Осата и Црвицу. Овај поход је ускоро пропао, а Карамарко Васић и Хаџи Мелентије Стевановић су у више наврата предводили борбе на Дрини.
Српски устаници су 14. септембра (по старом календару, на Крстовдан) 1807. на подручју Осата извојевали побједу над Османлијама, да би у бици која се десила на Лучиндан 1808. Османлије опустошиле Осат а у самој Црвици заробили 66 Срба. Заробљене Србе су користили као живи штит у борби код Скелана, да би Карамарко Васић у новом окршају ослободио заробљене и потиснуо турску војско до Сребренице. У Црвицу је на Митровдан 1808. упала турска војска и извршила покољ становништва које се окупило на сеоској слави. Српски устаници предвођени Карамарком Васићем су напустили Осат 1813, након чега долази до гушења Првог српског устанка. Године 1834. је дошло до масовног насељавања Турака прогнаних из Соколске нахије на подручје Осата, а 1862. до насељавања Турака прогнаних из Ужица.

## Први свјетски рат
Одмах по избијању Првог светског рата, шуцкори су у Црвици ухапсили трговца Дамњана Стојкановића, његовог брата Соврена и четворицу Јаковљевића (Павле, Јово, Петар и Милан), и отпремили их у логор Арад. Од њих је само Дамњан Стојкановић преживио логор. Већина становништва Црвице се пребацила преко Дрине, а мушкарци су ступили у српске добровољачке одреде, најчешће у ужичку здружену бригаду. Добровољци су под командом мајора Косте Тодоровића прешли Дрину и водили борбе на подручју Осата и средњег Подриња у септембру 1914. Групу Црвичана које је заробила аустроугарска војска и одвела у логоре, је током рата одведена на руски фронт, одакле су пребјегли на страну Руса. У Добруџи су основане двије српске добровољачке дивизије које одлазе на Солунски фронт под именом Југословенска добровољачка дивизија. У овој дивизије је било 28. Црвичана.

## Становништво
На попису становништва ФНРЈ 1946, у Црвици је живјело 1.260 становника.
| Националност       | 2013. | 1991. | 1981. | 1971. | 1961. |
| Срби               | 494   | 475   | 708   | 920   | 1.071 |
| Југословени        |       | 2     | 1     |       |       |
| Црногорци          |       |       | 2     |       |       |
| Муслимани          |       |       | 1     |       |       |
| остали и непознато |       | 1     | 5     | 2     | 1     |
| Укупно             | 494   | 478   | 717   | 922   | 1.072 |

| Демографија | Демографија | Демографија |
| Година      | Становника  | Становника  |
| ----------- | ----------- | ----------- |
| 1961.       | 1.072       |             |
| 1971.       | 922         |             |
| 1981.       | 717         |             |
| 1991.       | 478         |             |
| 2013.       | 494         |             |

## Знаменити Црвичани
- Марко Васић (Карамарко Васић), један од вођа Првог српског устанка, Војвода рачанске кнежине[1]